# Chinatown (2012)
Chinatown este un film românesc din 2012 regizat de Ruxandra Pană.